# BIWA WAVE
株式会社BIWA WAVE（ビワウェーブ）は、滋賀県近江八幡市および蒲生郡安土町（現・近江八幡市）の各一部地域を放送区域とする超短波放送（FM放送）をしていた一般放送事業者（現・民間特定地上基幹放送事業者）である。
B-WAVEの愛称でコミュニティ放送をしていた。

## 概要
2005年（平成17年）開局。
保有していた放送局（現・特定地上基幹放送局）のコールサイン はJOZZ7AZ-FM、周波数・空中線電力は79.1MHz・10W。本社はJR西日本東海道本線近江八幡駅前マイカルタウン（マイカル近江八幡、現・イオン近江八幡ショッピングセンター）2番街1階にあった。ステーションカラーはブルー。
略歴
- 2005年（平成17年）
  - 3月1日 - 株式会社BIWA WAVE設立。
  - 4月5日 - 放送局の予備免許取得。
  - 4月26日 - 放送局の免許取得。
  - 5月1日 - 開局。
- 2007年（平成19年）8月1日から9月5日 - 違法運用（後述）。
- 2008年（平成20年）
  - 1月17日 - 日本コミュニティ放送協会（JCBA）が会員資格を停止。3月31日まで。
  - 1月18日 - 行政処分により運用停止。1月28日まで。
- 2009年（平成21年）
  - 1月12日 - エフエムひこねの支援を受け、近江コミュニティFMネットワークを結成。
  - 3月31日 - エフエムひこねが支援撤退。近江コミュニティネットワーク終了。
  - 5月29日 - 放送休止。
  - 6月11日 - 廃局。

## 沿革

### 開局から2007年前後まで
自社製作番組は、平日朝の番組と一部の特別番組を除き、近江八幡駅前にあるアクア21のサテライトスタジオから生放送、あるいは収録が行われていた。また、J-WAVEと放送業務提携を結び、自社製作番組の放送時間以外は再送信が行われていた。スタジオのあるマイカルタウン近江八幡は滋賀県内で有数のショッピングセンターであり、サテライトスタジオ前に立ち寄る買物客もいた。
2006年（平成18年）に行われた独自の聴取率調査（調査会社に発注）によると、滋賀県内の聴取率は2位であった。
開局当初はびわ湖放送で局のCMが放送されていた。
開局2周年を迎えた2007年（平成19年）5月5日から6日にかけて、記念の24時間放送が行われた。

### 電波法違反事件
2007年8月1日から9月5日までの36日間にわたり、無断で八幡山ロープウェー山頂駅付近にある送信用の八木アンテナ1段2面のうち1面の指向方向を変更、最大実効輻射電力を14Wから200W以上に増力していた、つまり違法無線局を運用していたことが同年末に発覚した。
これに対し、総務省近畿総合通信局は運用停止11日間の行政処分を決定。2008年（平成20年）1月18日から1月28日までの運用停止処分が下り、1月17日20時から1月29日7時まで放送休止。放送局の運用停止処分が下されるのは、1950年（昭和25年）の電波法施行以来初めてであった。また、BIWA WAVEが加盟するJCBAは、理事会においてこの電波法違反が定款に違反し同法人の品位を傷つける行為と判断、会員資格停止処分（1月17日-3月31日）とすることを審議可決した。
その後放送は再開されたものの、広告収入の低下により経営が悪化したことにより（2,000万円の負債を抱えていたほか、給与の遅配も起きていた）、同年末をもって3年半にわたって行われてきた放送を休止することが発表された。12月19日の17:00から放送された特別番組『EVENING WAVE』（ナビゲーターは、ゆりりん・WAKA）をもって、自社製作番組は一旦全て終了したあと、25日をもってJ-WAVEの再送信も終了したが、当初予定されていた放送終了は行われず、フィラーによる放送が続けられた。
なお、『EVENING WAVE』放送の際、既に公式サイトが閉鎖されていたため、聴取者からのリクエストやメッセージの受付は急遽作成されたYahoo! JAPANのアカウントを利用して行われた。

### エフエムひこねの支援
2009年（平成21年）1月5日、コミュニティ放送を同じく滋賀県内で行うFMひこねの支援を受け再建に目指すことが明らかになった。
1月12日からエフエムひこねと近江コミュニティFMネットワークを結成し、同日より朝と夕方に同社のサイマル放送を開始した。この期間中は、昼間時間帯（月・火・水・金曜日の13:00 - 15:30）に自社製作番組『DIGGIN on SMILE』を放送していた。また、CMもネットワークTIMEではエフエムひこねと共通であった。
しかし、エフエムひこねの支援撤退により、3月31日をもって近江コミュニティネットワークによる放送を終了した。
なおBIWA WAVE代表取締役社長の曽根正幸（2008年（平成20年）12月取締役会で退任）は、FMひこね設立準備委員会の代表でもあった。

### 放送終了
FMひこねの支援が解消したことにより再び経営危機に陥り、2009年5月29日より放送を休止。その後、代表取締役である河野英男が廃止届を近畿総合通信局に受理されたことから6月11日付で廃止された。全国では13局目、近畿地方では初めてのコミュニティ放送局の廃止となった。現在同一の周波数でFMおおつが放送を行っている。

## 番組
月曜日から日曜日まで24時間放送。原則的に午前5時起点。
2008年12月25日までは、自社製作番組の放送時間以外は、サウンドプラネットで配信されているJ-WAVEの番組を放送していた。

### 自社製作番組
2009年1月 - 3月に放送された番組
- DIGGIN on SMILE（月 - 水・金 13:00 - 15:30 DJ：ゆりりん）

他に収録番組が数本放送されていた。
2008年10月-12月に放送された番組
- MORNING WAVE（月 - 金 7:00 - 9:00 DJ:WAKA）
- MUSIC MAGIC GOOD VIBRATIONS（月 - 金 16:30 - 17:00）
- MUSIC MAGIC（月 - 木 17:00 - 20:00 DJ:mio（月）・林優子（火）・織田隼平（水）・和氣里奈（木））
- WEEKEND SMILE（金 7:00 - 10:00 DJ：ゆりりん）
- RADIO DREAM（金 11:30 - 14:00 DJ：佐々木清次・NAO）
- Sugar Beeets!（金 17:00-20:00 DJ：浅田真季）

2008年9月までに放送された主な番組
- MUSIC MAGIC（月 - 木 17:00 - 20:00 DJ：ミネリカ（火）・Choco（杢））
- MYCAL street（月 - 木 16:00 - 18:00）
- RUNNING☆HIGH（金 17:00 - 20:00 DJ：舟岡昭浩・NAO）
- The A★NAVI radio（月 - 金 21:50 - 22:00 DJ：K-ZONE）
- DIGGIN on SMILE（土 12:00 - 13:00 DJ：ゆりりん）
- ENDLESS DREAM（土 13:00 - 15:00 DJ：佐々木清次・カリスマGO-Z）
- e-m station（土 17:00 - 19:00 DJ：土平ドンペイ・SAKI・KAZUYA）
- GLOBAL EYE'S（土 19:00 - 20:00 DJ：林芳樹）
- Club Peace PRIVATE LOUNGE（日 23:00 - 24:00 DJ：舟岡昭浩・山本幹雄）

#### Information
生活情報のコーナー。番組の合間に挿入されていた。
- News - ニュース番組。｢B-WAVE NEWS｣のサウンドロゴで開始し、番組のDJによって読まれる。原稿は京都新聞より提供を受けていた。
- Weather - 天気予報番組。｢B-WAVE WEATHER｣のサウンドロゴで開始し、滋賀県および京都・大阪の天気予報を伝えていた。
- Traffic - 交通情報番組。｢B-WAVE TRAFFIC｣のサウンドロゴで開始し、滋賀県内の一般国道で行われる工事の予定を伝えていた。情報は国土交通省滋賀国道事務所から提供を受けていた。

上記の各InformationはB-WAVEの自社番組内で放送された。なお、2008年以前はJ-WAVEが再送信されている時間帯に同局の情報番組（Headline News・Weather Information・Traffic Information、いずれも東京都および周辺の情報）が放送されていたが、再送信終了により放送されなくなった。